# Indianapolis Jets
Indianapolis Jets var en basketklubb från Indianapolis i Indiana, bildad 1937. Klubben upplöstes 1949.

## Historia
Indianapolis Jets spelade i National Basketball League som Indianapolis Kautskys mellan säsongerna 1937/1938 och 1947/1948. Efter säsongen 1947/1948 hoppade Jets av NBL och bytte liga till Basketball Association of America (BAA) tillsammans med Minneapolis Lakers, Rochester Royals och Fort Wayne Pistons. Indianapolis Jets spelade bara en enda säsongen i BBA (1948/1949), där de vann 18 matcher och förlorade 42 och kom sist i Western Division. Efter säsongen i BAA upplöstes laget för att ersättas i den nybildade NBA med Indianapolis Olympians istället.

## Basketball Hall of Fame
- John Wooden